# Альбицци, Антонио ди Орландо
 Антонио ди Орландо Альбицци (итал.  Antonio di Orlando degli Albizzi; в конце XIII, Флоренция — 31 июля 1348, Неаполь — флорентийский государственный деятель. Занимал пост гонфалоньера Юстиции (25 январь — 24 февраля 1339), принимал участие в заговоре против Готье VI де Бриенн, подеста Флоренции, впоследствии он участвовал в Неополитанском походе Людовика Венгерского. Сын Орландо дельи Альбицци, брат Филиппо Альбицци, дядя Пьеро Альбицци.

## Биография
Антонио Альбицци — четвёртый сын Орландо дельи Альбицци и Гизолы ди Уберто де Пацци, один из первых членов рода Альбицци, который смог оказать значительное влияние на государственные дела Флоренции. В 1322 году Антонио получает свою первую политическую должность  офицера Габели. В следующем году он стал гонфалоньером компании, а в 1325 году стал приором. В это время велась война против Каструччо Кастракани. Антонио, который никогда не занимался военной деятельностью, принимает в ней дипломатическое или административное участие.
В 1325 году он был назначен на должность синдика, чтобы получить подчинение Мангоны из рук графа Альберти. После серьёзного поражения при Альтопашо против Каструччо, сильно пострадавшая Синьория обратилась за помощью к сыну короля Неаполитанского Роберта, герцогу Карлу Калабрийскому.
Карл посылает в качестве викария Готье VI де Бриенна, герцога Афинского. Военные инициативы Готье и прибытие Карла во главе тысячи всадников помешали действиям Каструччо. Союзники Каструччо, лангобардские гибеллины и Галеаццо I Висконти, призывают в Италию императора  Людовика IV Баварского, который атакует Пизу, а затем собирается напасть на Рим.
Антонио в 1327 году был отправлен послом к Филиппо да Сангвинето, который сражался за деньги Флоренции. Неожиданная смерть Каструччо в сентябре 1328 года привела к улучшению дел во Флоренции, а смерть герцога Калабрийского в декабре положила конец "викариату" герцога Афинского, который покинул Флоренцию с хорошей репутацией. В 1330 году Пистойцы, изгнавшие 
сыновей Каструччо, вернулись в лигу гвельфов. Антонио вместе с Убертино Строцци был послан к ним, чтобы заключить с ними мир. Затем им обоим было поручено усмирить всю Вальдиньеволе. По возвращении во Флоренцию его просят вместе с тринадцатью другими гражданами найти способ вернуть в казну налоги и сборы, которые не были уплачены в течение некоторого времени из-за серьёзных торговых трудностей, с которыми некоторые из них столкнулись в результате войны с Каструччо. В 1331 году он впервые стал подеста. Затем он был назначен офицером монетного двора. В том же году ему было поручено усмирить и охранять  Пистою. В 1332 году он был одним из двенадцати Буономини. В том же году он был назначен надсмотрщиком за строительством церкви Санта-Кроче (Флоренция), а затем его отправили в посольство в Болонье. В 1333 году он отправился в Неаполь в качестве почетного посла, чтобы представлять республику на свадьбе Джованны I, внучка короля Роберта, с Андрей Венгерский, а затем был отправлен в Равенну. Затем он возвращается в Пистойю с особой миссией реформировать правительство. Миссия была настолько успешна, что его снова отправили в Пистойю в 1335 году. В том же году он снова стал офицером монетного двора. В 1336 году он стал приором в третий раз. В следующем году его отправили в Перуджу, где велись мирные переговоры между этим городом, и с Ареццо. Благодаря его посредничеству мир был торжественно заключен 29 апреля 1337 года, а в 1337 году он отправился в Венецию. Там вместе с послами Висконти, Гонзага и Эсте он заключил союзный договор с сыновьями короля Богемии, Карл IV, Иоанн Генрих (Ян Йиндржих), с целью уничтожить власть Скалигеров в Вероне. В 1339 году он получил от имени Республики подчинение Виллано. Затем он становится Гонфалонером юстиции. При его правительстве подписан мирный договор с Перуджей. Перуджа признала захват флорентийцами Ареццо, а Флоренция уступила Перудже Лучиньяно, Сансовино и другие крепости. В 1341 году он был первым комиссаром в Ареццо. Затем его отправляют в Феррару, чтобы разобраться с Мастино II делла Скала. Мастино, униженный и сильно обнищавший от пережитых им несчастий, согласился продать Лукку и её территорию флорентийцам. Сделка была заключена за 250 000 флоринов. В конце этого года Антонио отправился в Венецию, чтобы договориться с Республикой о доле, причитающейся Флоренции в общих расходах на войну, которая только что закончилась с Мастино делла Скала. Это приобретение привело к войне с Пизой, которая не могла допустить, чтобы Лукка, попала под власть флорентийцев. Флорентийские кондотьеры, насильно вступившие в Лукку, были изгнаны оттуда пизанскими войсками. Флоренция, помня о оказанных услугах, обратилась к Готье де Бриенну, герцогу Афинскому. Готье, отправившийся в 1339 году на службу к Филипп IV , вернулся во Флоренцию, где был назначен капитаном народа. Чтобы завоевать репутацию сурового и справедливого лидера и повысить свой авторитет перед народом, он преследовал и казнил тех, кто руководил войной в Лукке, с другой стороны, он стремился соблазнить и убить тех, флоринтийцев, кто руководил войной в Лукке. народ его возлюбил, настолько,  что его престиж возрос. Затем он сообщил Синьории, что считает необходимым в интересах города, чтобы ему было свободно предоставлено откровенное господство. Несмотря на их нежелание и отвращение,  приоры согласились созвать население на площади Синьории, чтобы на один год предоставить герцогу Афинскому суверенный статус на тех же условиях, что и герцогу Калабрийскому. В 1343 Антонио был крайне недоволен подеста Флоренции герцогом афинским и Антонио сговорилися со своим братьями и семьями Бордони, Медичи, Ручеллаи, Альдобрандини и с Антонио Адимари, Антонио Альбицци решил умертвить герцога в своем доме, пригласив герцога на скачки, но тот отказался. Тогда Антонио Адимари находясь в Сиене решил набрать больше сообщников, рассказав замысел Альбицци мессеру Фраческо Бруниллески, а тот в свою очередь всё сообщил Готье VI де Бриенн, он узнав заговоре, взяв Адимари в плен и узнав имена всех заговорщиков, он составил список из трёхсот граждан, и послал им нарочных с вызовом на совет. Но Антонио Альбицци решил не повиноваться вызову и он вместе с такими же людьми 26 июля 1343, учинил на Старом рынке беспорядки, а затем под возгласы «Свобода» взялся за оружие и призвал народ к борбе, после большинство соратников Готье VI де Бриенн присоединились к Антонио, сам он осталься на площади, а Америго Донати с вооружённым отрядом отправил в тюрьму Стинке чтоб тот сжёг документы подеста, позже граждане собрались в Сан Репарата и избрали четырнадцать человек из своего состава — половину из грандов, половину из пополанов которых они облекли всеми полномочиями для восстановления Флорентийской республикой среди них был и Антонио. В том же году он подписал мир с пизанцами и возобновил свою дипломатическую деятельность в качестве оратора в Ареццо в Сиене, в Эмполи, в Романье, в Пизе, в Перуджи и снова в Сиене 1344, в Венеции 1345, в лагере короля Людовика Венгерского по пути в Неаполь 1347 и был посвящен в рыцари золотой шпоры. Он умер от чумы 31 июля 1348 года и был похоронен в Сан-Пьетро-Маджоре.

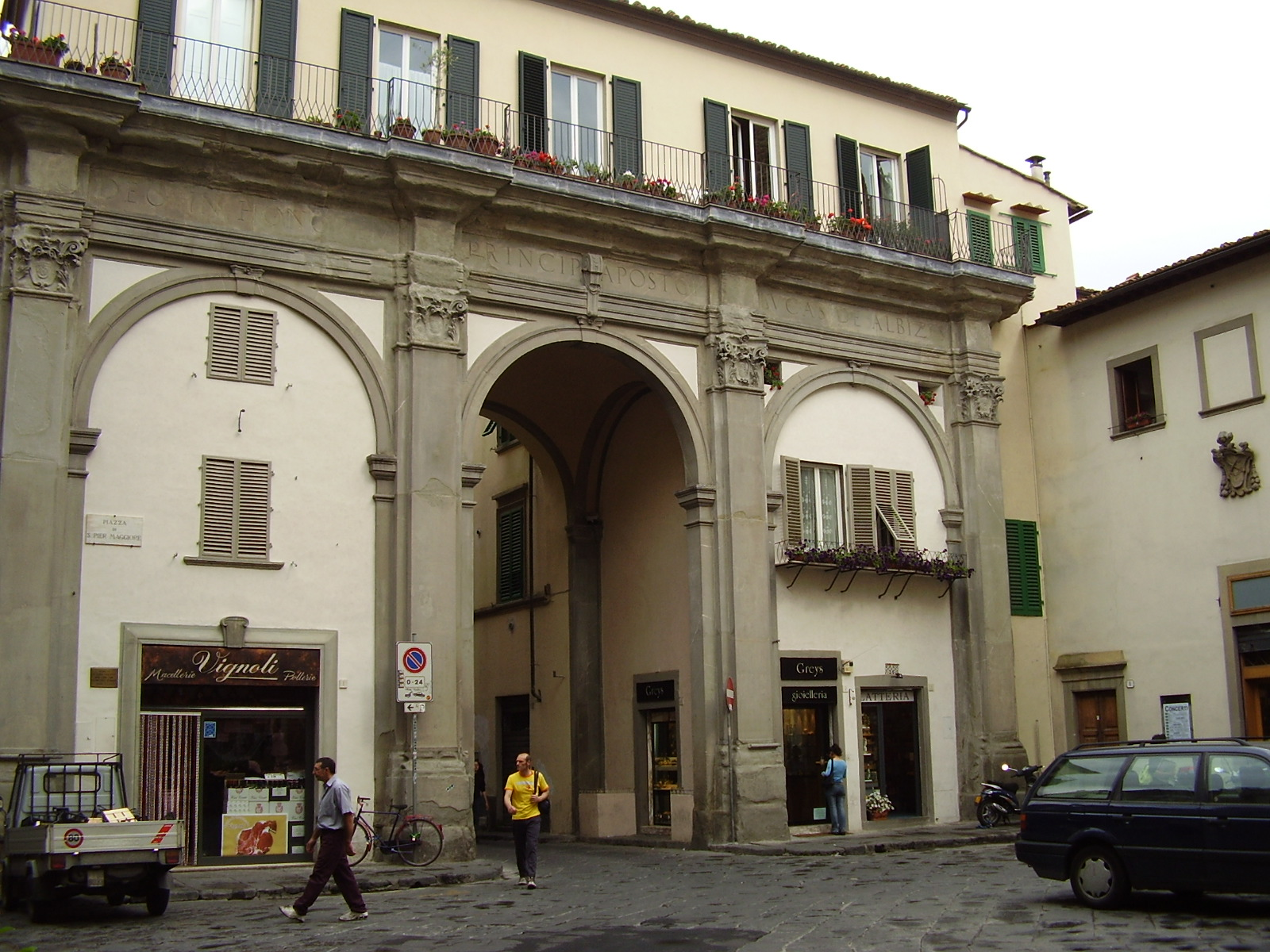
Сан-Пьетро-Маджоре Флоренция, место где похоронен Антонио Альбицци

## Семья
Антонио был женат два раза, на Маргарите и на Якопе, входе двух этих браков он получил восемь детей.
- Пепо, женился на Франческе ди Альбертаччо Альберти
- Ландо, женился на Нери Адимари
- Якопо, женился на Джинерве Ринуччи
- Умберто
- Франческо
- Андреола
- Паола
- Лоре